# Олександр Фіялковський
Олекса́ндр Фіялко́вський (пол. Aleksander Fijałkowski) — учасник листопадового повстання 1830—1831 років.
Під час листопадового повстання був ад'ютантом генерала Ф. Моравського. Після поразки повстання емігрував до Франції, де працював у французькому військовому відомстві. 1849 року А. Міцкевич умовив його обійняти командування відділом польських добровольців, що відбули до Італії, до Польського легіону.
Після укладання паризького миру 1856 року у чині полковника служив в іспанській армії. 1861 року обіймав посаду командира Польської військової школи у Генуї. Після 1862 року його доля невідома.